# Humberto Aguirre

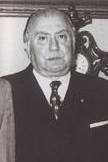
Humberto Aguirre Doolan

Humberto Aguirre Doolan (* 1. August 1908 in Punta Arenas; † 25. Februar 1983 in Santiago de Chile) war ein chilenischer Politiker der Radikalen Partei PR (Partido Radical) und zuletzt der Radikalen Linkspartei PIR (Partido Izquierda Radical), der kurzzeitig 1946 Landwirtschaftsminister (Ministro de Agricultura) sowie 1947 Minister für Land und Kolonialisierung (Ministro  de Tierras y Colonización) war. Er war zwischen 1949 und 1953 Mitglied der Abgeordnetenkammer (Cámara de Diputados) war, der zweiten Kammer des Nationalkongresses (Congreso Nacional), sowie von 1953 bis 1973 Mitglied des Senats (Senado de la República), der ersten Parlamentskammer. Er fungierte zwischen 1958 und 1959 als Präsident des Partido Radical und war zuletzt vom 3. Januar bis zum Militärputsch am 11. September 1973 Vizepräsident des Senats.

## Leben
Humberto Aguirre Doolan, Sohn von Luis Aguirre Cerda und Flora Doolan McGregor, war ein Neffe von Pedro Aguirre Cerda (1879–1941), der zwischen 1938 und 1941 Staatspräsident war. Nach dem Besuch des Instituto Nacional und des Internado Nacional Barros Arana (INBA) begann er ein Studium der Agrarwissenschaften an der Universidad de Chile, welches er 1930 als Agraringenieur beendete. Danach wurde er Gutachter für die Agrarkreditkasse (Caja de Crédito Agrario) und wechselte in deren Handelsabteilung, für die er Leiter der Agenturen in Puerto Montt, La Serena und Chillán war. Nachdem er 1937 Leiter der Handelsabteilung der Caja de Crédito Agrario in Santiago de Chile war, fungierte er zuletzt bis 1949 als Geschäftsführender Vizepräsident der Agrarkreditkasse. Er wurde außerdem 1938 Direktor des Holzwirtschaftsunternehmens A. Figueroa S.A., 1943 Präsident des Versicherers Lloyd de Chile sowie 1944 Präsident des Winzereiunternehmens Vinex. Daneben widmete er sich auch der landwirtschaftlichen Arbeit auf Familiengrundstücken.
Aguirre, der 1930 Mitglied der Radikalen Partei PR (Partido Radical) wurde, war während der Präsidentschaft seines Onkels Pedro Aguirre Cerda und nach dessen Tode am 25. November 1941 während der Interimspräsidentschaft von Jerónimo Méndez vom 24. Dezember 1938 bis zum 2. April 1942 Chefsekretär des Präsidialamtes. Nachdem er 1942 Attaché an der Botschaft in den USA war, fungierte er als Leiter einer Delegation bei einem Besuch in Kuba und 1943 als Unterhändler der Regierung für Verhandlungen der Nitratindustrie mit den USA. Er war Delegierter beim Kongress der Radikalen Partei 1944 in Concepción sowie 1946 in Valdivia. Am 6. September 1946 wurde er im kommissarischen Kabinett von Staatspräsident Alfredo Duhalde Vásquez Landwirtschaftsminister (Ministro de Agricultura) und bekleidete dieses Amt bis zum 3. November 1946. Er war 1947 erneut Delegierter beim Kongress der Radikalen Partei und übernahm im Kabinett von Staatspräsident Gabriel González Videla vom 16. April bis zum 2. August 1947 das Amt als Minister für Land und Kolonialisierung (Ministro  de Tierras y Colonización).
Am 15. Mai 1949 wurde Humberto Aguirre für die Radikale Partei im Wahlkreis „XVI Chillán, Bulnes y Yungay“ Mitglied der Abgeordnetenkammer (Cámara de Diputados), der zweiten Kammer des Nationalkongresses (Congreso Nacional), und gehörte dieser bis zum 15. Mai 1953 an. 1950 war er zunächst Generalsekretär und daraufhin Vizepräsident des Nationalkonvents der Radikalen Partei. Als Nachfolger von Fernando Blas Maira Castellón wurde er im Provinzwahlkreis „VII Concepción, Ñuble y Arauco“ erstmals Mitglied des Senats (Senado de la República), der ersten Parlamentskammer, und gehörte diesem nach seinen Wiederwahlen 1961 und 1969 bis zur Auflösung des Kongresses im Zuge des Militärputsches am 11. September 1973 an. Er wurde 1953 Präsident des Instituto O’Higginiano de Chile, das sich mit Leben und Wirken des Freiheitskämpfers Bernardo O’Higgins befasst, und außerdem Präsident der „Talleres Industriales Nacionales Pedro Aguirre Cerda“. Er war zwischen 1958 und 1959 Präsident der Radikalen Partei und wurde während seiner Parlamentszugehörigkeit 1964 Vorsitzender verschiedener Arbeitskommissionen des Kongresses sowie zwischen 1967 und 1969 Mitglied der Politischen Kommission. 1969 war er noch einmal Delegierter beim Kongress der Radikalen Partei, ehe er am 5. August 1971 Mitglied der Radikalen Linkspartei PIR (Partido Izquierda Radical) wurde. Am 3. Januar 1973 wurde er Vizepräsident des Senats und bekleidete dieses Amt ebenfalls bis zur Auflösung des Parlaments im Zuge des Militärputsches am 11. September 1973. Am 3. August 1973 wurde er zum Ehrenbürger der Gemeinde Las Condes ernannt. Er engagierte sich des Weiteren als Mitglied und Direktor des Social Club von La Serena, als Mitglied und Präsident des Rotary Clubs La Serena und Santiago sowie als Vizepräsident des Rotary Clubs Chillán.
Humberto Aguirre war zwei Mal verheiratet. Aus seiner am 20. Januar 1934 geschlossenen Ehe mit Rosa Elena Charlín Aguirre gingen drei Kinder hervor. In seiner zweiten Ehe heiratete er die Schriftstellerin und Dichterin María Elvira Piwonka Moreno (1913–2006).